# ПАЗ-5271
ПАЗ-5271 — российский высокопольный автобус большого класса, выпускавшийся на Павловском автобусном заводе с 1998 по 2001 год на шасси Volvo B10B.

## История
После неудачного сотрудничества с Autosan руководство ПАЗ нашло партнёра в лице Volvo Trucks, переговоры с которым начались в августе 1997 года на MIMS 97. Их инициатором выступила шведская делегация, высоко оценившая потенциал Павловского автобусного завода. После посещения заводов Volvo павловчане приобрели на пробу два образца шведских шасси, на базе которых к середине 1998 года построили опытные образцы автобусов, которые были впоследствии представлены на Мотор-шоу на Красной Пресне. Длиннобазный вариант, 11,9-метровый, получивший поначалу проектное обозначение ПАЗ-52691, базировался на шасси Volvo B10B с горизонтальным дизелем DH10A.
В ноябре 1998 года в НАМИ был присвоен отраслевой индекс ПАЗ-5271.

## Модификации
ПАЗ-5272 — дальнейшее развитие модели.